# Oleodotto Kirkuk-Haifa
L'oleodotto Kirkuk-Haifa (noto anche come oleodotto Iraq-Haifa o oleodotto del Mediterraneo) era un oleodotto che collegava i giacimenti petroliferi di Kirkuk, situato nell'ex vilayet ottomano di Mosul nel nord dell'Iraq, attraverso la Transgiordania fino ad Haifa nella mandato di Palestina (oggi nel territorio di Israele). Il gasdotto è stato operativo tra il 1935 e il 1948. La sua lunghezza era di circa 942 chilometri (585 mi), con un diametro di 12 pollici (300 mm) (ridotto a 10 e 8 pollici (250 e 200 mm) in varie parti), e con una durata di circa 10 giorni di percorso del petrolio per l'intera lunghezza della linea. Il petrolio che arrivava ad Haifa veniva lavorato nelle raffinerie di Haifa, immagazzinato in serbatoi, e poi messo in autocisterne per essere spedito in Europa.
L'oleodotto fu costruito dalla Iraq Petroleum Company tra il 1932 e il 1934, durante il quale la gran parte dell'area dove passava l'oleodotto era sotto il mandato britannico della Società delle Nazioni. L'oleodotto era uno dei due che trasportavano petrolio da Baba Gurgur, giacimento petrolifero di Kirkuk, alla costa mediterranea. Il doppio oleodotto si divideva ad Haditha (Stazione di pompaggio K3) con una seconda linea che trasportava petrolio a Tripoli, in Libano, che allora era sotto mandato francese. Quella linea è stata costruita principalmente per soddisfare le richieste del partner francese di IPC, la Compagnie Française des Pétroles, per la costruzione di una linea separata attraverso il territorio francese.
L'oleodotto e le raffinerie di Haifa erano considerati strategicamente importanti dal governo britannico e in effetti fornirono gran parte del fabbisogno di carburante delle forze britanniche e americane nel Mediterraneo durante la seconda guerra mondiale.
L'oleodotto fu il bersaglio di attacchi da parte di bande arabe durante la rivolta araba del 1936-1939 in Palestina e, di conseguenza, uno degli obiettivi principali di una squadra speciale britannica-ebraica comandata dal capitano Orde Wingate era quello di proteggere l'oleodotto da tali attacchi. In seguito, l'oleodotto fu oggetto di attacchi da parte dell'organizzazione paramilitare ebraica dell'Irgun.
Nel 1948, con lo scoppio della guerra arabo-israeliana del 1948, l'operazione ufficiale dell'oleodotto terminò quando il governo iracheno si rifiutò di pompare altro petrolio attraverso di esso.

## Stazioni di pompaggio del petrolio

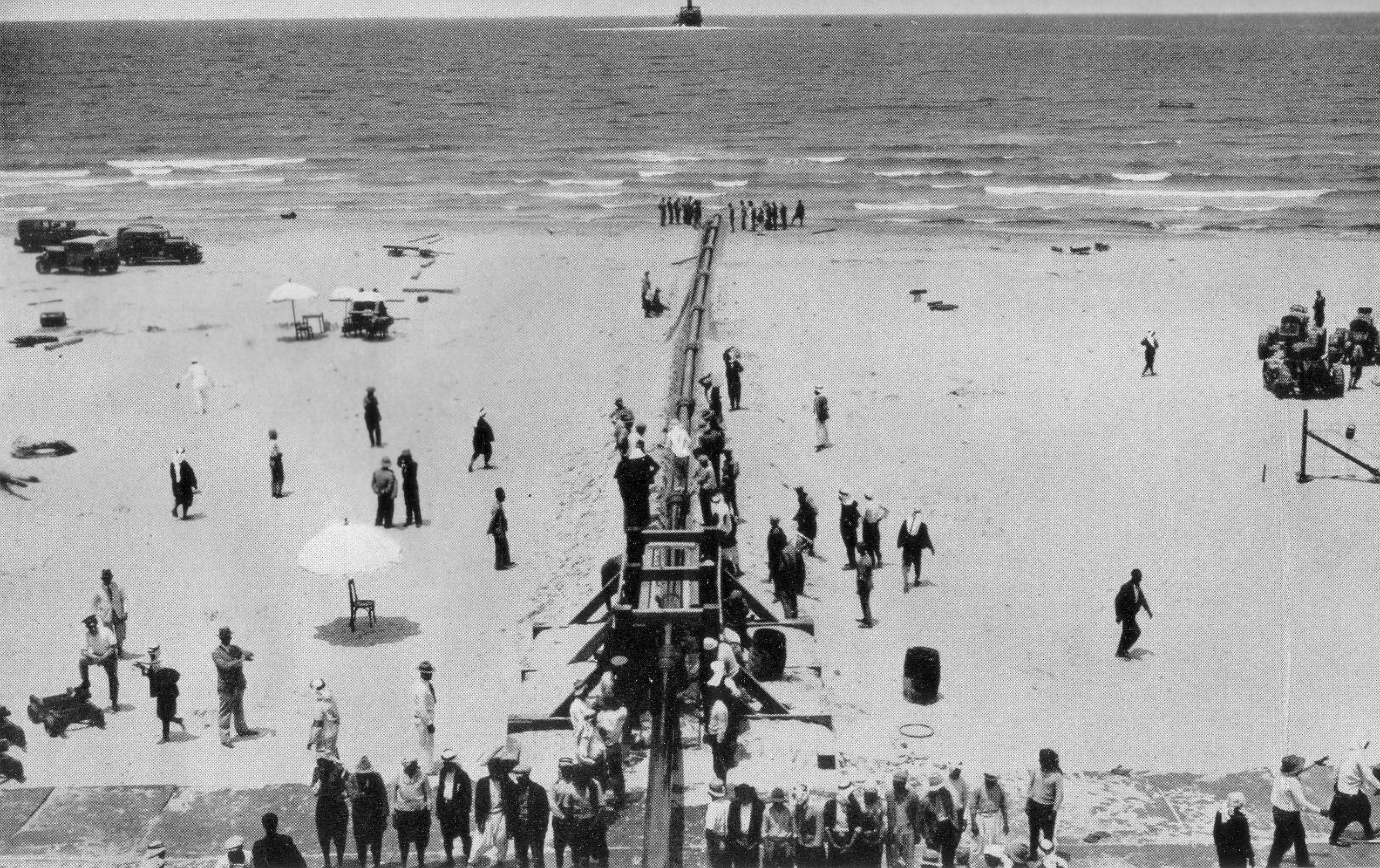
Estremità occidentale dell'oleodotto Kirkuk-Haifa, Haifa, 1938

Queste coordinate sono nominate in ordine numerico andando verso ovest, con le stazioni da Kirkuk a Haditha indicate con "K" (da Kirkuk) e quelle successive alla costa mediterranea ad Haifa indicate con "H" (da Haifa) e quelle a Tripoli indicate con "T".
- K135°30′55″N 44°18′49″E
- K234°54′47″N 43°24′50″E
- K334°04′31″N 42°21′07″E
- H133°47′23″N 41°27′37″E
- H233°22′38″N 40°37′04″E
- H334°04′30″N 42°21′07″E
- H432°30′09″N 38°11′32″E
- H532°10′32″N 37°07′36″E

Mappa di tutte le coordinate: OpenStreetMap  · Bing (max 200) - Esporta: KML  · GeoRSS  · microformat  · RDF